# 聞慶警察署
聞慶警察署（ムンギョンけいさつしょ）は、慶北地方警察庁所管の警察署である。

## 管轄区域
- 聞慶市

## 沿革
- 1945年10月21日 - 開署
- 1986年2月2日 - 店村警察署に改称
- 1995年1月27日 - 聞慶警察署に戻す
- 1999年10月14日 - 現在の庁舎が完成

## 組織
- 警務課
- 生活安全課
- 捜査課
- 警備交通課
- 情報保安課

## 管轄派出所
- 南部派出所
- 店村派出所
- 加恩派出所
- 籠岩派出所
- 麻城派出所
- 聞慶派出所
- 山北派出所
- 山陽派出所

## 管轄治安センター
- 東魯治安センター
- 新機治安センター
- 泳順治安センター
- 虎溪治安センター